# Brookings (Oregón)
Brookings es una ciudad ubicada en el condado de Curry en el estado estadounidense de Oregón. En el año 2007 tenía una población de 6.455 habitantes y una densidad poblacional de 753.8 personas por km².

## Geografía
Brookings se encuentra ubicada en las coordenadas 42°3′27″N 124°17′11″O / 42.05750, -124.28639, en el extremo suroeste del estado, junto a la frontera con California.

## Demografía
Según la Oficina del Censo en 2000 los ingresos medios por hogar en la localidad eran de $31,656, y los ingresos medios por familia eran $36,846. Los hombres tenían unos ingresos medios de $33,073 frente a los $22,591 para las mujeres. La renta per cápita para la localidad era de $17,010. Alrededor del 11.5% de la población estaban por debajo del umbral de pobreza.